# Ivo Lah

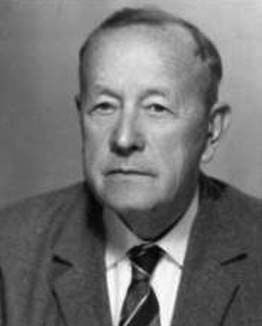
Ivo Lah

Ivo Lah (auch Ivan Lah, * 5. September 1896 in Štrukljeva vas nahe Cerknica; † 23. März 1979 in Ljubljana) war ein slowenischer Mathematiker und Aktuar.

## Leben
Ivo Lah studierte ab 1918 in Wien und Zagreb und beendete sein Studium der Mathematik und Physik 1925. Parallel studierte er an der Schule für Handel und Verkehr in Zagreb, wo er bereits 1923 abschloss.
Lah diente im Ersten Weltkrieg in der österreichischen Armee an der italienischen Front und anschließend als Freiwilliger in der Koroska Legion zur Sicherung der jugoslawischen Nordgrenze. Von September 1921 bis Oktober 1950 war er Angestellter des Sozialversicherungsverbandes in Ljubljana, Zagreb und Belgrad und anschließend, bis zu seinem Ruhestand 1956, am staatlichen Statistikamt in Belgrad.
Ivo Lah war aktives Mitglied der Gesellschaft der Aktuare des Königreichs Jugoslawien und nahm als ihr Repräsentant an den Aktuarskongressen in Rom (1934) und Paris (1937) teil. Sein Hauptwerk ist ein dreisprachiges Buch Racunske osnovice zivotnog osiguranja („Numerische Grundlagen der Lebensversicherung“, auf Kroatisch, Russisch und Französisch). Wegen des lateinischen Zitats Natura non facit saltus  (Die Natur macht keine Sprünge), wurde dieses Werk als antimarxistisch eingestuft und aus dem Verkehr gezogen. Lahs wissenschaftliche Arbeit umfasst ca. 120 Artikel, unter anderem aus den Bereichen Statistik und Demographie. Er ist besonders durch die nach ihm benannten Lah-Zahlen bekannt.